# Магнусон, Энн
Энн Ма́гнусон (англ. Ann Magnuson; 4 января 1956, Чарлстон, Западная Виргиния, США) — американская актриса

 и певица.

## Биография
Энн Магнусон родилась 4 января 1956 года в Чарлстоне (штат Западная Виргиния, США) в семье юриста и журналистки. У Энн был брат, Бобби Магнусон, который умер в 1988 году от осложнений СПИДа. Девушка посещала начальную школу и среднюю школу Джорджа Вашингтона в Чарлстоне.
После окончания Университета Денисона в 1978 году, Магнусон переехала в Нью-Йорк и была диджеем и исполнителем в Клубе 57 и Mudd Club на Манхэттене в период с 1979 года по начало 1980-х годов. Одним из её образов была «Аннушка», советская лаунж-певица, поющая псевдорусские лирические поп-песни. Также Энн выступала в женской перкуссионной группе, Pulsallama, с которой в 1982 году записала сингл «The Devil Lives In My Husband’s Body». Позже, в 1990-х годах, Магнусон выступала в сатирической метал-группе Vulcan Death Grip. Является одним из основателей рок-группы Bongwater.
В кино дебютировала в 1982 году в фильме «Вихрь». Позже снялась в ситкоме ABC «Всё, кроме любви» (1989—92). Её фильмография также включает в себя фильмы «Голод» (1983), «Как создать идеал» (1987), «Прямая и явная угроза» (1994) и «Комната страха» (2002).
В «Нью-Йорк таймс» Магнусон называли «привлекательным театральным хамелеоном», сравнивая с Лили Томлин в части актёрского мастерства и способности точно изобразить любого персонажа.
С 21 сентября 2002 года Энн замужем за архитектором Джоном Бертрамом.

## Избранная фильмография
| Год       |    | Русское название                    | Оригинальное название          | Роль                        |
| --------- | -- | ----------------------------------- | ------------------------------ | --------------------------- |
| 1983      | ф  | Голод                               | The Hunger                     | молодая женщина с дискотеки |
| 1984      | ф  | Отчаянно ищу Сьюзен                 | Desperately Seeking Susan      | девушка с сигаретой         |
| 1987      | ф  | Как создать идеал                   | Making Mr. Right               | Фрэнки Стоун                |
| 1988      | ф  | Пьяный рассвет                      | Tequila Sunrise                | Шейлин МакКассик            |
| 1990      | ф  | Случайная любовь                    | Love at Large                  | Дорис                       |
| 1994      | ф  | Юнга                                | Cabin Boy                      | Калли                       |
| 1994      | ф  | Прямая и явная угроза               | Clear and Present Danger       | Мойра Вулфсон               |
| 1995      | ф  | Танкистка                           | Tank Girl                      | Мадам                       |
| 1998      | ф  | Солдатики                           | Small Soldiers                 | Айрин Абернати              |
| 1998      | ф  | Я проснулся рано в день моей смерти | I Woke Up Early the Day I Died | секретарь по ссудам         |
| 2000      | ф  | Любовь и секс                       | Love & Sex                     | Моник Штайнбахер            |
| 2001      | ф  | Клошар                              | The Caveman's Valentine        | Мойра Леппенрауб            |
| 2001      | ф  | Блеск                               | Glitter                        | Келли                       |
| 2002      | ф  | Комната страха                      | Panic Room                     | Лидия Линч                  |
| 2003      | ф  | Соединённые штаты Лиланда           | The United States of Leland    | Карен Поллард               |
| 2003—2008 | мс | Детки подросли                      | All Grown Up!                  | Мисс О'Китс / продавщица    |
| 2004      | с  | Фрейзер                             | Frasier                        | Harvest                     |
| 2004      | с  | C.S.I.: Место преступления Майами   | CSI: Miami                     | Миссис Арена                |
| 2007      | мс | Американский папаша!                | American Dad!                  | Лиза Коллинз                |
| 2013      | с  | Американская семейка                | Modern Family                  | Шелли                       |
| 2013      | с  | Молодые и дерзкие                   | The Young and the Restless     | Мадам Миранда               |
| 2014      | с  | В поиске                            | Looking                        | Стина                       |